# Rio Peruípe
Rio Peruípe är ett vattendrag i Brasilien.   Det ligger i delstaten Bahia, i den sydöstra delen av landet, 900 km öster om huvudstaden Brasília.